# Лисий Врих
Ли́сий Врих (болг. Лиси връх) — село в Шуменській області Болгарії. Входить до складу общини Каолиново.

## Населення
За даними перепису населення 2011 року у селі проживали 49 осіб.
Національний склад населення села:
| Національність   | Кількість осіб | Відсоток |
| ---------------- | -------------- | -------- |
| болгари          | 35             | 72,9 %   |
| цигани           | 8              | 16,7 %   |
| Всього відповіли | 48             |          |

Розподіл населення за віком у 2011 році:
Динаміка населення: